# Allan Cunningham (botaniste)
Pour les articles homonymes, voir Allan Cunningham et Cunningham.
Allan Cunningham est un botaniste et un explorateur britannique, né le 13 juillet 1791 à Wimbledon (Londres) et mort à Sydney le 27 juin 1839.

## Biographie
Il est le fils d'Allan Cunningham et fait ses études à Putney. Il est choisi par Sir Joseph Banks pour voyager et collecter des plantes pour les Jardins botaniques royaux de Kew. Il se trouve au Brésil entre 1814 et 1816 avant d’arriver en Australie le 20 décembre 1816 à Port Jackson. Parmi d’autres explorations, il se joint à John Oxley qui explore les rivières Lachlan et Macquarie et est le botaniste à bord de l’H.M.S. Mermaid de 1817 à 1820 sous les ordres du capitaine Philip Parker King. Il prend également part à une exploration de ce qui est aujourd’hui Canberra en 1824 et visite la Nouvelle-Zélande deux ans plus tard.
En 1827, Cunningham explore le haut de la vallée Hunter et découvre les Darling Downs sur les pentes de la Cordillère australienne. En 1828, sur son chemin de retour à Brisbane, il découvre le Cunningham's Gap. En 1829, il explore la Brisbane.
Il retourne en Grande-Bretagne en 1831 mais veut revenir en Australie, ce qu’il fait en 1837 où il remplace son frère Richard Cunningham (1793-1835), comme botaniste du gouvernement. Il démissionne au mois de février de l’année suivante. Il visite à nouveau la Nouvelle-Zélande en 1838 avant d'arriver à Sydney dans un très mauvais état de santé. Sa tombe est placée dans les Jardins botaniques royaux de Sydney. Son nom a été donné à l’autoroute qui traverse la Cordillère qu’il a exploré ainsi qu'à une circonscription électorale fédérale.

### Sources
- Ce texte utilise des extraits de l'article de langue anglaise de Wikipédia.
- Anthony Musgrave (1932). Bibliography of Australian Entomology, 1775-1930, with biographical notes on authors and collectors, Royal Zoological Society of News South Wales (Sydney) : viii + 380.